# Jacques-Manuel Lemoine
Pour les articles homonymes, voir Lemoine.
Jacques-Manuel Lemoine, né en 1740 à Rouen où il est mort le 21 février 1803, est un peintre français.

## Biographie
Lemoine se fait d’abord connaître, sans le secours d’aucun maître, pour le dessin et la peinture, puis il devient l’un des meilleurs élèves de l’École des beaux-arts de Rouen dirigée par Descamps où il obtient plusieurs prix.
Après avoir passé quelque temps à Paris dans l’atelier de son compatriote Deshayes, il revient dans sa ville natale où il reste toute sa vie.
Doué d’un talent inventif et fécond, ce peintre s’essaya dans presque tous les genres et l’on doit à sa facilité un grand nombre de dessins et d’esquisses . II avait aussi beaucoup d’habileté pour peindre les grandes machines, et son plafond du Théâtre-des-Arts de Rouen, représentant l’Apothéose du grand Corneille, est considéré comme une œuvre très remarquable en son genre.
Lemoine passe la majeure partie de sa vie dans la maison d’un honorable magistrat, ami des arts, du nom de M. de Normanville. Après sa mort, Lemoine, qui vit dans un isolement complet jusqu’à sa mort.